# Maine Ridge
Maine Ridge ist ein Gebirgskamm im ostantarktischen Viktorialand. Er erstreckt sich in der Royal Society Range mit nordwest-südöstlicher Ausrichtung zwischen dem Matataua- und dem Tedrow-Gletscher.
Das Advisory Committee on Antarctic Names benannte ihn 1994 nach der University of Maine, nachdem bereits der Emmanuel-Gletscher, der Johns Hopkins Ridge und der Rutgers-Gletscher in der Umgebung nach US-amerikanischen Universitäten benannt worden waren.